# Potalapaladset
Potalapaladset (tibetansk: པོ་ཏ་ལ།; Wylie: po ta la) er et palads i Lhasa, Tibet, som var Dalai Lamas ordinære vinterresidens og den tibetanske regeringens kancelli. Det er tretten etager højt og er beliggende på klippen Marpori ("Den røde klippe"), ca. 3.700 meter over havet.
Navnet Potala kommer fra det guddomlige bjerg Potalaka, hvor boddhisattvaen Avalokiteśvara ifølge myten har sin bolig. Paladset er også kendt som Tse Podrang, "paladset på bjergtoppen", eller "Guanyin Bodhisattva" på sanskrit.

## Historie
Det første palads blev påbegyndt opført allerede i 631 af kejser Songtsän Gampo. Det nuværende palads, som er af dzong-type, består af to dele: det hvide palads, som blev påbegyndt opført i 1645 på ordre af den femte Dalai Lama, og det røde palads, som stod færdig i 1693.
Det hvide palads var både Dalai Lamas vinterresidens og kancelli for den Tibetanske regering, mens det røde palads udelukkende har sakrale funktioner. I det røde palads' vestlige kapel findes fem guldbeklædte chörten, hvor fem inkarnationer af Dalai Lama er begravet.
Potala var residens og regeringsbygning frem til det tibetanske oprør i 1959, hvor den fjortende Dalai lama blev tvunget til at gå i eksil i Indien. Under kulturrevolutionen undgik Potalapaladset at blive ødelagt, og er derfor en af de bedst bevarede historiske bygninger i Lhasa.
Potalapaladset er nu et museum, der er åben for almenheden.
Potalapaladset blev i 1994 optaget på Unescos verdensarvsliste. Verdensarven blev i 2000 udvidet til også at omfatte Jokhangtemplet og i 2001 også Norbulingka, det tidligere sommerpalads.
- Interiør fra Dalai Lamas residens.
- Eksteriør fra gårdplænen Deyang Shar, med podium til Dalai Lama.
- Nyårsoptrædende på Deyang Shar, 1930'erne.
- Gyldene tag tilegnede begravelseskapel for tidligere Dalai Lama.